# 目結紋

ひらよつめ
平四つ目

目結紋（めゆいもん）は、染め模様の鹿の子絞りの文様を図案化した家紋。

## 概要
目結紋は、宇多源氏佐々木氏族など近江源氏の使用が知られ、『寛政重修諸家譜』では目結紋を使用する幕臣百十数氏の内77家が佐々木氏族を称していた。
佐々木哲は、現在の沙沙貴神社（ささきじんじゃ）の神紋が平四つ目であるのは、1843年（天保14年）丸亀藩主京極家によって再建されたときに、京極家の「平四つ目」にかえられたとしている。

## 使用
日本家紋研究会の調べでは、「隅立て四つ目」や「丸に隅立て四つ目」の使用が最も多いとある。
室町時代成立の『見聞諸家紋』によれば、 9家が目結紋で載り、飯田氏、二松氏が「三つ目」、佐々木氏、椎屋氏、竹腰氏が「四つ目」、斉藤氏、本庄氏が「九つ目」、ほかに、能勢氏「十二目結」、本間氏「十六目結」、武藤氏は「寄懸目結（よせかけめゆい）」という。佐々木氏族では、六角氏が「隅立て四つ目」、京極氏は「平四つ目」、近江寺村氏は「丸に隅立て四つ目」を使用した。

すみたてよつめ 隅立て四つ目
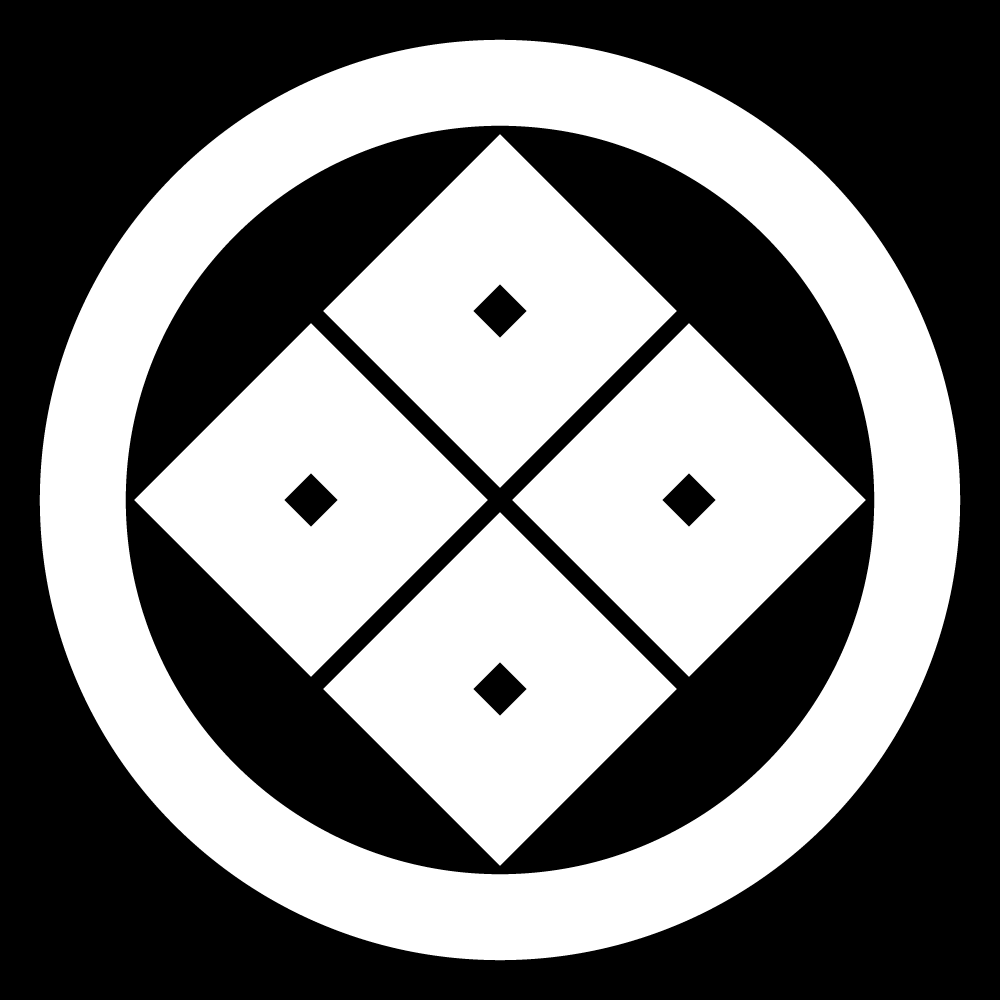
丸に隅立て四つ目
ほりおめゆい（まるにすみたてむつめ） 堀尾目結（丸に隅立て六つ目・堀尾氏[注釈 1]）
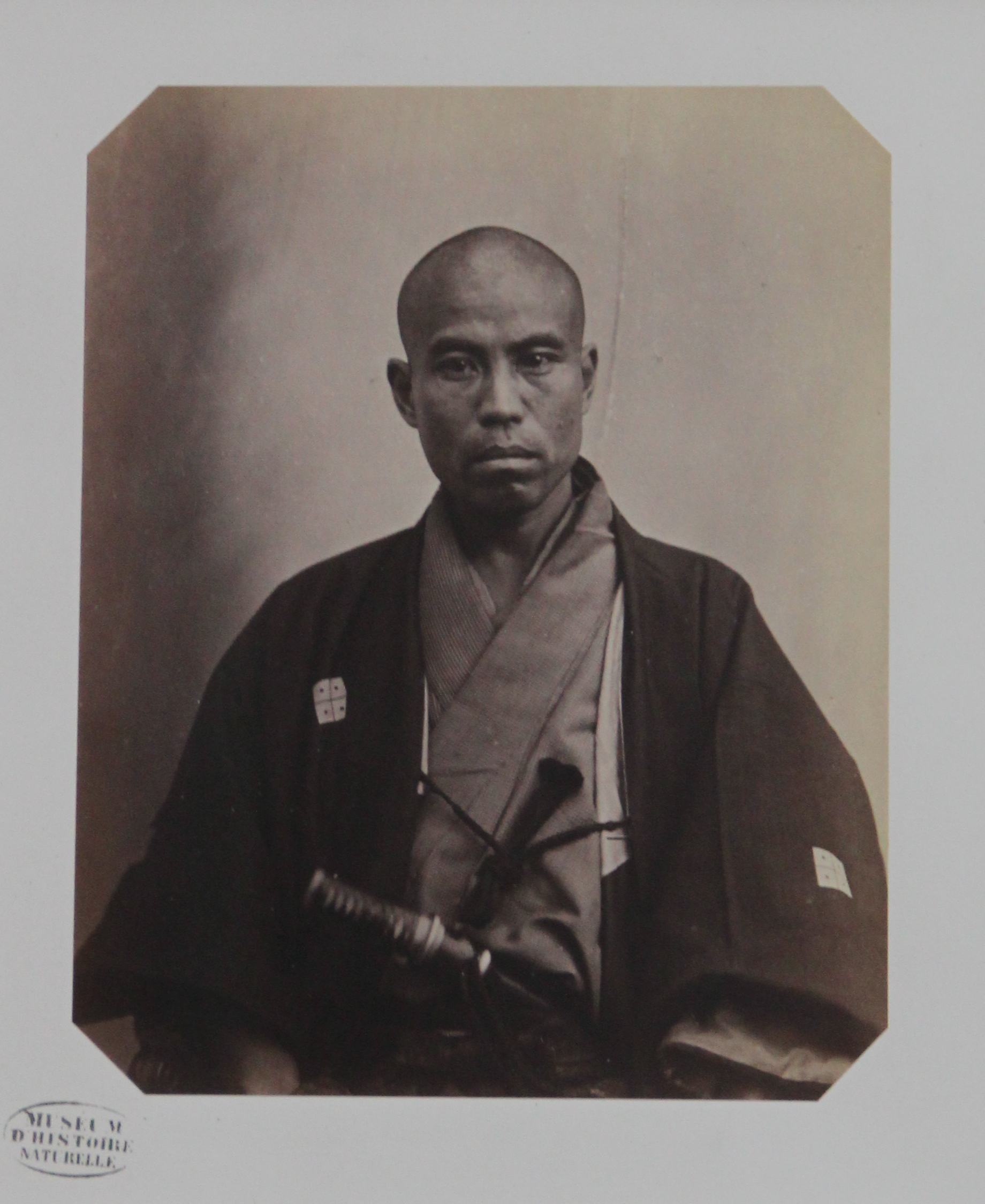
高島氏、箕作家も四つ目紋。